# 2556 Луїза
2556 Луїза (2556 Louise) — астероїд головного поясу, відкритий 8 лютого 1981 року.
Тіссеранів параметр щодо Юпітера — 3,693.